# Vergonha

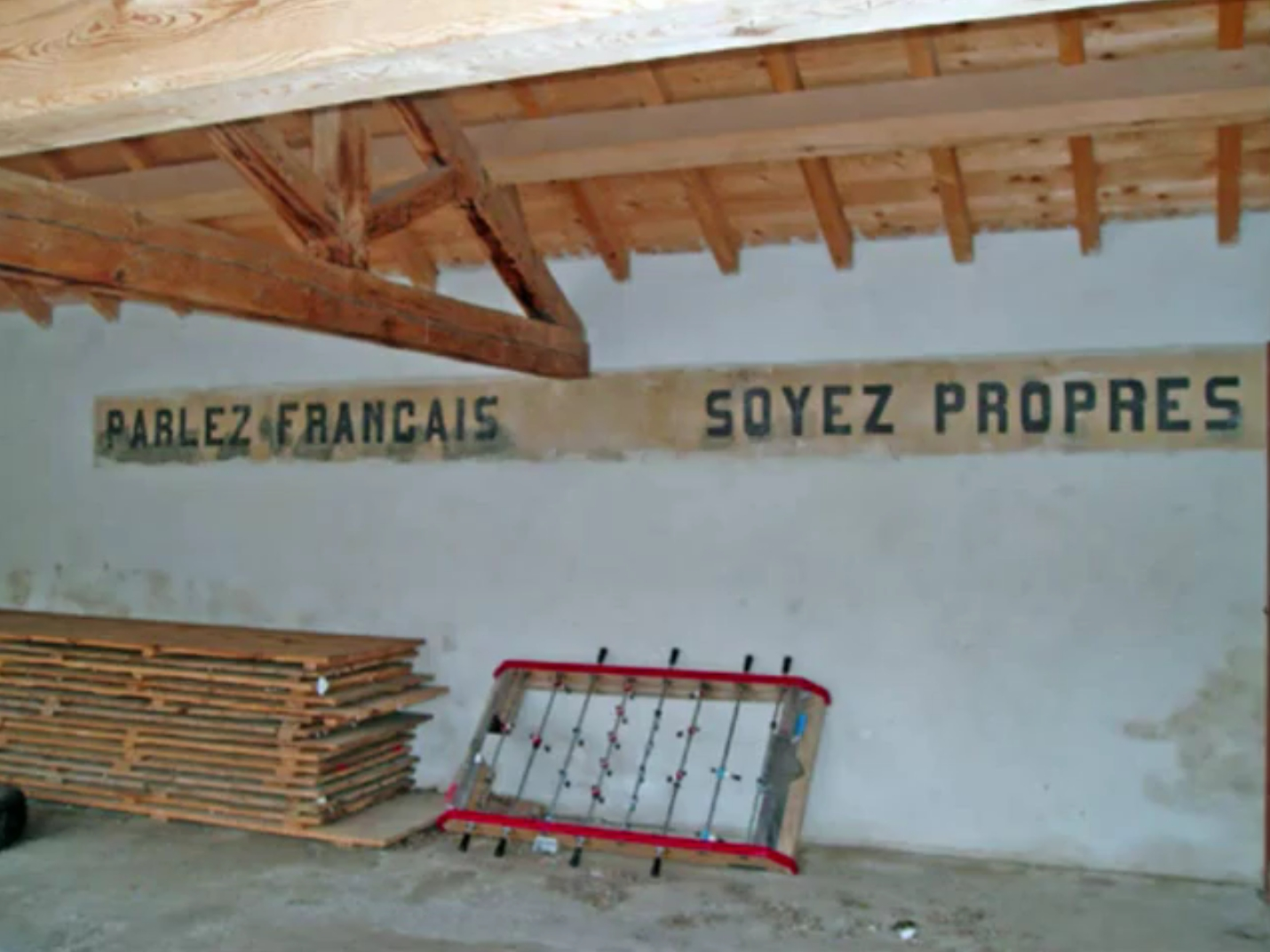
Inscripţie într-o şcoală din Ayguatébia-Talau, comunitate vorbitoare de catalană, care înseamnă Vorbiți franceză, fiți curați și are scopul de a înjosi persoanele care vorbesc altă limbă decât franceza literară

Vergonha este sentimentul de rușine și de umilire indus populațiilor conlocuitoare din Franța care nu folosesc limba franceză literară ca limbă de uz cotidian, de către politicile de stat franceze. Cuvântul este de proveniență occitană și înseamnă rușine. Guvernul francez induce un sentiment de inferioritate vorbitorilor de limbi neoficiale în Franța precum dialectele occitane, limba bască, limba catalană, limba bretonă, aceste limbi fiind numite patois.
Vergonha se practică pentru a face persoanele aparținând minorităților lingvistice să se simtă rușinate de limba maternă și de identitatea proprie și de a adopta limba franceză și obiceiurile franceze.
Aceste metode de genocid lingvistic au fost puse în practică începând din timpurile Revoluției franceze și până în timpuri recente, precum de fostul președinte al Franței Nicolas Sarkozy.
În urma acestor practici numărul vorbitorilor de limbă occitană s-a prăbușit în ultimii 150 ani, de la 39% din populația totală a Franței în 1860 la 7% în 1993.  